# Harold Innis
(Eric Havelock, La Musa impara a scrivere)
Harold Adams Innis (Otterville, 5 novembre 1894 – Toronto, 9 novembre 1952) è stato uno storico dell'economia canadese e pioniere negli studi di sociologia della comunicazione.
Grande è stata la sua influenza su teorici come Marshall McLuhan (che scrisse, nell'introduzione a una delle opere di Innis: «Mi piace considerare il mio libro The Gutenberg Galaxy: The Making of Typographic Man come una nota a piè di pagina alle osservazioni di Innis sul tema delle conseguenze psichiche e sociali prima della scrittura e poi della stampa» ), Walter J. Ong e Eric Havelock. L'Innis College dell'Università di Toronto è dedicato alla sua memoria. Caratteristica della sua attività di studioso fu il forte senso di appartenenza al suo paese, il Canada, cui dedicò molti studi di storia economica; e la sua attenzione per i rapporti economici e culturali fra paesi imperialistici e paesi colonizzati. Egli cercò di creare una vera e propria scuola canadese di scienze sociali, che arrivasse a fare a meno di professori "importati" dalla Francia o dalla Gran Bretagna; si batté strenuamente per l'assegnazione di fondi alla ricerca scientifica da parte del governo. Egli considerava fondamentale, per la sopravvivenza della civiltà occidentale, il ruolo delle università come liberi centri di pensiero critico.

## La vita
Nato da una famiglia di modesta condizione in un borgo rurale, Innis decise molto presto che avrebbe esercitato la professione di insegnante. La prima educazione avvenne in scuole di confessione battista, dalle quali egli ritenne per sempre un forte senso dell'impegno individuale e uno spiccato interesse per la religione, pur professandosi, in coscienza, agnostico. Ragioni morali dovette avere forse la decisione di arruolarsi nell'esercito del suo paese, prendendo parte, di conseguenza, ai combattimenti della prima guerra mondiale in Francia. Questa esperienza, per molti versi scioccante, ebbe un effetto duraturo sulla personalità di Innis, ingenerando in lui un forte pacifismo e la consapevolezza delle potenzialità distruttive della tecnologia. Dopo aver conseguito un Master of Arts (MA) presso l'università McMaster a Toronto nel 1918 ottenne due anni dopo un PhD in economia all'Università di Chicago, allora dominata dalle teorie dell'economista Thorstein Veblen; lì egli assimilò la lezione di sociologi del calibro di Robert Park e George Herbert Mead, che ebbero un ruolo molto importante nel delineare il secondo dei campi di interesse dello studioso, quello per le modalità e gli effetti della comunicazione all'interno della società. Inizialmente insegnò economia a Chicago, e successivamente ottenne la medesima cattedra a Toronto, luogo nel quale insegnerà per il resto della sua vita. Anche se ottenne vari riconoscimenti, e divenne nel 1946 presidente della Royal Society of Canada e membro, nel 1949, della commissione governativa canadese sull'organizzazione dei trasporti, gli ultimi anni della sua vita furono segnati da un'accoglienza non entusiastica alle sue teorie, tanto in economia quanto nel campo delle comunicazioni. Morì prematuramente nel 1952. Il tempo e i tanti discepoli "ideali" avrebbero reso giustizia alla sua opera di studioso.

## Storico dell'economia
La sua tesi di dottorato, come molte sue opere successive, fu incentrata sulla storia economica canadese, e in particolare sulla costruzione della Canadian Pacific Railway, la prima e più importante linea ferroviaria del suo paese. Innis dedicò, inoltre, molti studi ai modi della produzione di materie prime in Canada. Il suo metodo di lavoro, largamente influenzato da quello tipico degli studi etnologici era basato tanto sulla tradizionale ricerca d'archivio quanto su quella che egli chiamava esperienza "sporca", ottenuta viaggiando a lungo ed entrando in contatto diretto con i protagonisti delle attività economiche e produttive. Al centro della sua attenzione era in particolare l'interazione fra la geografia, la tecnologia e le forze economiche nel plasmare la vita produttiva di un paese, e le conseguenze culturali dei rapporti commerciali fra gruppi umani diversi (i produttori "diretti", gli intermediari, i compratori). In questo modo egli realizzò un innovativo studio sul commercio canadese delle pellicce, The Fur Trade in Canada: An Introduction to Canadian Economic History apparso nel 1930. Di dieci anni successivo è l'altro importante studio The Cod Fisheries: The History of an International Economy, dedicato alla pesca del merluzzo sulle coste orientali del Nord America, in cui egli si dedica ad analizzare le implicazioni globali del commercio di materie prime fra continenti diversi. Inoltre iniziò ad occuparsi della produzione della cellulosa e della carta.

## Sociologo della comunicazione
Anche se così non può sembrare, dagli studi di storia economica alla sociologia della comunicazione il passo per Harold Innis fu breve. La connessione fra questi suoi interessi professionali nasceva dalla "sempre più forte convinzione che le modalità della comunicazione, le «tendenziosità [in inglese bias] della comunicazione" come le chiamava lui, svolgevano un ruolo almeno pari a quello dell'attività economica nella formazione e direzione della società umana».
Riallacciandosi ai suoi studi sull'industria cartaria canadese, egli iniziò a rendersi conto di come l'informazione, e la conoscenza, sono beni come tutti gli altri, che circolano, hanno valore, e danno potere a chi li controlla. Egli operò, all'interno dei mezzi di comunicazione (o media), la suddivisione teorica tra quelli che si sviluppano nel tempo e quelli che si sviluppano nello spazio. I primi hanno una limitata portata geografica, come ad esempio le iscrizioni e le epigrafi su pietra; i secondi sono invece effimeri, ma raggiungono distanze lontanissime, come radio, televisione e giornali. In particolare egli si occupò dei diversi modi in cui i mezzi di comunicazione determinano il nascere, l'affermarsi e il declinare degli imperi, e in genere i complessi rapporti che si instaurano tra comunicazione e potere economico-politico, fondamentali per la comprensione di quest'ultimo. Innis attribuisce al rapido dispiegarsi dei mezzi di comunicazione di massa, effimeri nel tempo ma geograficamente potentissimi, la «continua, sistematica e spietata distruzione degli elementi di permanenza essenziali all'attività culturale»  Egli era convinto che il futuro della cultura occidentale potesse essere assicurato solo da un ritorno all'equilibrio tra spazio e tempo nei mezzi di comunicazione: di qui la grande importanza da lui accordata alle istituzioni universitarie, in cui è ancora possibile un trasferimento di conoscenze duraturo e svincolato dalla dittatura della tecnologia, e dunque la rivendicazione della loro totale indipendenza dal potere.